# اتحاد التضامن المدني
الوحدة المدنية للتضامن (بالإسبانية: Unidad Cívica Solidaridad) (UCS) هي حزب سياسي في بوليفيا. تم تأسيس UCS في 15 أغسطس 1989 على يد ماكس فرنانديز، ويقوده حاليًا ابنه جوني فرنانديز.  كان UCS جزءًا من "Megacoalition" التي دعمت رئاسة هوغو بانزر من عام 1997 إلى عام 2001. كما تضمن التحالف العمل الوطني الديمقراطي لبانزر (ADN)، وحركة اليسار الثوري (MIR)، وضمير الوطن الأم (CONDEPA). في الانتخابات التشريعية في عام 2002، فاز الحزب بنسبة 5.3 ٪ من الأصوات الشعبية وخمسة من أصل 130 مقعدا في مجلس النواب ولكن لا مقاعد في مجلس الشيوخ.